# فرودگاه بین‌المللی فیصل‌آباد
فرودگاه بین‌المللی فیصل‌آباد (به انگلیسی: Faisalabad International Airport) یک فرودگاه همگانی با کد یاتا LYP است که یک باند فرود بتن دارد و طول باند آن 2826 متر است. این فرودگاه در شهر فیصل‌آباد کشور پاکستان قرار دارد و در ارتفاع 185 متری از سطح دریا واقع شده است.